# San Antonio Thunder
Il San Antonio Thunder fu una franchigia calcistica statunitense, con sede a San Antonio.

## Storia
La franchigia nacque a San Antonio (Texas) nel 1975. In quello stesso anno disputò il campionato NASL con il nome di San Antonio Thunder. A seguito degli scarsi risultati agonistici, accompagnati anche una scarsa affluenza di pubblico, videro i proprietari della franchigia decidere di spostare la squadra alle Hawaii al termine della stagione 1976. Senza alcun dubbio il calciatore più famoso che vestì la maglia dei Thunder fu l'inglese campione del mondo 1966 Bobby Moore.